# عملگر تبادل
در مکانیک کوانتومی، عملگر تبادل {\displaystyle {\hat {P}}} یک عمل کننده بر حالت‌ها در فضای فاک است. این عملگر با اعمال جابه‌جایی بر موقعیت مکانی حالت کوانتومی دو ذره یکسان توصیف می‌شود. هنگامی که ذرات یکسان هستند (منظور جرم، تابع پتانسیل و …)، نمایش عملگر تبادل در تبادل تقارنی است و ماتریس آن واحد است.

## نوع ساختار
در سه و … بعدها، عملگر تبادل می‌تواند به صورت یک جابه‌جایی نمادی موقعیت مکانی ذرات در یک فرایند بی درو باشد؛ که به شکل نمادین این عملگر، پس از عمل بر یک حالت به صورت زیر است.
{\displaystyle {\hat {P}}^{2}|r_{1},r_{2}\rangle ={\hat {P}}|r_{2},r_{1}\rangle =|r_{1},r_{2}\rangle }اما با توجه به صورت بندی بالا، ماتریس عملگر بالا نمی‌تواند همیشه ماتریسی یکانی بماند؛ و ریشه آن ۱+ باشد، بلکه ۱- هم هست. به ذراتی که ویژه مقدار عملگر تبادل برای آنها ۱+ است؛ بوزون و به ذراتی که ویژه مقدارشان ۱- است؛ فرمیون می‌گوییم. تئوری اسپین-آمار نشان می‌دهد که بر حسب تصادف فرمیون‌ها اسپین نیم صحیح و بوزن ‌ها اسپین صحیح دارند. عملگر تبادل می‌تواند با هامیلتونین جابه‌جا شود، پس در نتیجه دارای پایه‌ های یکسانی هستند. از این مورد نتیجه می‌شود که عملگر تبادل کمیتی پایسته است.
در دو بعد، تبادل بی درو ذرات لزوماً ممکن نیست. در عوض ویژه مقدارهای این عملگر می‌توانند فاز مختلط داشته باشند.